# クィントゥス・ムキウス・スカエウォラ (紀元前95年の執政官)
クィントゥス・ムキウス・スカエウォラ（ラテン語: Quintus Mucius Scaevola、紀元前140年-紀元前82年）は紀元前2世紀後期・紀元前1世紀初期の共和政ローマの政治家。紀元前95年に執政官（コンスル）を務めた。同姓同名人物との区別のため、クィントゥス・ムキウス・スカエウォラ・ポンティフェクスとも呼ばれる。

## 出自

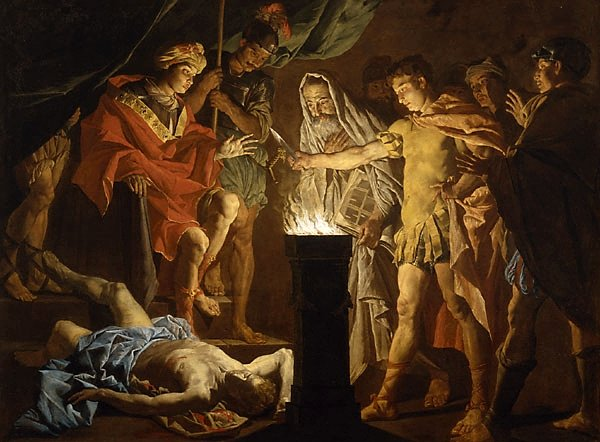
ラルス・ポルセンナの前に立つガイウス・ムキウス・スカエウォラ。マシアス・ストメル画、1640年代初頭、

古代の歴史家は、紀元前508年にローマを包囲したエトルリア王ラルス・ポルセンナを暗殺しようとして捕虜となり、その面前で自身の右手を焼いて勇気を示した、伝説的な英雄であるガイウス・ムキウス・スカエウォラ（スカエウォラは左利きの意味）をムキウス氏族の先祖としているが、現代の研究者はこれはフィクションであると考えている。スカエウォラというコグノーメン（第三名、家族名）は首に巻く男根のお守りに由来する可能性もある。実際、高官を出したムキウス氏族はプレブス（平民）系であり、歴史に登場するのは比較的遅く、紀元前220年にクィントゥス・ムキウス・スカエウォラが執政官に就任したときである（即ち、ガイウス以来300年近く歴史に登場していない）。
このクイントゥスには二人の息子があり、プブリウスは紀元前175年に、クィントゥスは紀元前174年に、執政官を務めた。紀元前175年の執政官の息子プブリウスは紀元前133年に執政官となり、ティベリウス・センプロニウス・グラックスの改革に協力した。この人物が本記事のスカエウォラの父である。
この一族の代表者は、伝統的に軍事分野ではなく、法学と聖職の専門家として活躍した。父プブリウスと叔父プブリウス・リキニウス・クラッスス・ディウェス・ムキアヌスは共に最高神祇官であり、法律書の著者であった。スカエウォラもその伝統を引き継いだ。大叔父の子であるクィントゥス・ムキウス・スカエウォラはアウグルのアグノーメン（愛称）を持ち、主に民事を中心とした優れた法律の専門家でもあった。スカエウォラもその伝統を引き継いだ。
スカエウォラの生涯において重要な役割を果たしたのは、リキニウス氏族（彼の叔父は養子縁組により、リキニウス・クラッススと名乗った）との繋がりであった。この有力プレブス氏族の代表者の一人であるルキウス・リキニウス・クラッススは、スカエウォラの友人であり、いくつかの高位官職で同僚となった。クラッススはまた、紀元前119年頃にスカエウォラ・アウグルの娘と結婚した。キケロは、彼の論文の中で、スカエウォラとクラッススは同い年の友人であったとしているが、別の論文では、クラッススは自分より34歳年上であったと述べている。ここからスカエウォラの誕生年は紀元前140年と計算される（キケロは紀元前106年生まれ）。

## 経歴

### 名誉のコース
紀元前115年頃、父プブリウスが死去する。父は終身職である神祇官（死去時は最高神祇官）であったが、欠員の出た神祇官の席をスカエウォラが引き継いだ。政治家としての第一歩は、紀元前110年にクァエストル（法務官）に就任したことであった。紀元前106年、スカエウォラは護民官に就任する。友人のクラッススは1年前の紀元前105年に護民官を務めていたが、両者の官職就任年が異なるのはこのときだけであった。スカエウォラが主催する民会で、クラッススは演壇からセルウィリウス法案（強奪に関する裁判権の一部をエクィテス（騎士階級）から元老院に戻す法律）を支持する演説を行った。
次のステップであるアエディリス（按察官）への就任は紀元前104年 または紀元前103年 とされている。同僚はクラッススであり、壮大な競技会を開催したが、このときローマ市民は初めてライオンを見た。紀元前100年、護民官ルキウス・アップレイウス・サトゥルニヌスは元老院から「セナトゥス・コンスルトゥム・ウルティムム」を突きつけられ、結果として反乱を起こすが、サトゥルニヌスと戦った元老院議員の中にスカエウォラもいた。その後、遅くとも紀元前98年にはプラエトル（法務官）に就任したはずである。一部の研究者は、法務官就任年を紀元前101年、紀元前100年、あるいは紀元前99年 としている。
紀元前95年、スカエウォラはクラッススと共に執政官に就任する。両者はリキニウス・ムキウス法を成立させるが、これはローマに居住していた人々の市民権を厳しく調べるものであった。この頃、イタリア内の同盟都市の市民も自身をローマ市民と呼称していた。正当なローマ市民権を持っていることが証明できなかったものは、ローマから追放された。キケロは偽市民が民会に紛れ込んでいたことに関連して、マルクス・アエミリウス・スカウルスが憤激し、両執政官にこのような処置を取らせたと推測している。歴史学者の中には、マリウス派に反対するメテッルス派の指示を受けて、スカエウォラとクラッススが実行したと考えるものもいる。おそらく、このような厳格な法律の成立は、4年後に始まった同盟市戦争の直接的な理由の一つであった。
翌年、スカエウォラとクラッススの間に対立が起こった。クラッススはプロコンスルとしてガリア・キサルピナ属州の総督を務め、いくつかの反乱を鎮定した。勝利は決定的なものではなかったが、元老院は「儀礼的に」凱旋式の実施を許可したが、スカエウォラがこれに反対した。スカエウォラは「同僚に対する配慮ではなく、国家の理念に照らして」、元老院の決定に反対した。このエピソードは、長年の同僚との関係がむしろ複雑であったことを示している。

### アシア属州総督とプブリウス・ルティリウス・ルフス裁判
スカエウォラは紀元前90年代にアシア属州の総督を務めたが、その時期に関しては議論がある。すなわち、法務官就任時（紀元前98年ころ）、プロプラエトル（前法務官）として（紀元前97年頃）、あるいはプロコンスル（前執政官）として（紀元前94年） である。スカエウォラのレガトゥス（副官）は非の打ちどころのない評判を持つ執政官経験者のプブリウス・ルティリウス・ルフスであった。年長のルフスは実際には全権力を彼の手に集中させていたと考えられている。何れにせよ、評判の良かったスカエウォラとルフスが東方に派遣されたのは、ポントス王ミトリダテス6世との戦争の危険が高まっている中で、アシア属州の事情を改善し、現地民のローマへの忠誠心を高めるためであったと憶測される。あるいは彼らの任務の目的は、ローマによる地方支配の性質を根本的に変え、搾取から協力へと移行することであったかもしれない。
二人は、前総督と共謀して多額の金を稼いでいた徴税請負人（主として騎士階級）の権利を整理した。また公平な法廷を運営することで、彼らは「すべての法的策略から属州の人々を解放した」。徴税請負人と属州住民の利益が衝突する場合には、二人は後者に有利な決定を下すことを恐れず、有罪者に損害賠償を言い渡した。違法な処刑の事実が明らかになった場合には、同様の処罰を課することもあった。シケリアのディオドロスによると、ある徴税請負人の代理人は奴隷であり、その主人に対して徴税利益で解放される契約をしていたが、徴税前に総督の命令で死刑になったという。
ローマ人が関わらない事件については、ギリシア人が自身の法律に従って裁くことが保証された。すべての行政官は自分の費用を支払わなければならなかった。これらすべての措置は、一般的な緊縮政策と相まって、属州の経済状況を大幅に改善した。そのため、地元の人々はスカエウォラに敬意を表して年に一度の祭り、ムキイを開催した。ミトリダテスは紀元前89年から88年までアシア属州を占領したが、この祭りをやめさせることはなかった。元老院は特別決議により、「以後、スカエウォラを、この地方に赴任する総督の公務遂行の模範とする」と宣言した。
スカエウォラがアシア属州に滞在したのは9か月間で、ルフスを残してローマに戻り、新しい総督を待つことになった。このような模範的な属州支配は、一部の人間の利益を損なうこととなり、ローマに戻ったルフスは権力乱用罪で裁判にかけられた。告発したのはアピキウスという人物で、浪費家として知られていた。当時ルキウス・リキニウス・クラッススとマルクス・アントニウス・オラトルという最高の弁論家がいたが、ルフスはどちらにも弁護を依頼せず、自分で自分を弁護することを選んだ。ただ、甥であるガイウス・アウレリウス・コッタとスカエウォラのみが、短い弁護演説を行った。スカエウォラはルフスの弁論に「数語」を加え、「彼らしく洗練された分かりやすい演説をしたが、この種の大規模な裁判で要求される力強さと巧みさを欠いていた」。判決が下された後、ルフスは、彼が収奪したとされるアシア属州に亡命した。誰もスカエウォラを裁判にかけようとはしなかった。この出来事は従来紀元前92年のことと考えられてきた。
この裁判の理由、またスカエウォラが告訴されなかった理由に関しては様々な意見が出されている。元老院階級と騎士階級の対立と見れば、この裁判は騎士階級の人物が著名な元老院階級の人物を有罪とした最初の裁判であることが注目される。告訴側は自分たちの能力を示したかっただけであり、ノウス・ホモ（新人）であるルフスは、ノビレス（新貴族）であるスカエウォラよりも攻撃しやすかった。一方で元老院内の対立と見れば、ルフスはメテッルス派の著名なメンバーであり、従ってメテッルス派への打撃であった。告訴側は比較的中立な政治家でマリウスの従兄弟でもあるスカエウォラを攻撃する意図はなかった。アシア属州に利権を持つ元老院議員達が団結してスカエウォラとルフスに対抗したのかもしれない。その中にはスカウルス、マニウス・アクィッリウス、また マリウス本人もいただろうし、クラッススも凱旋式を阻止された恨みから、告発側を支持したのかもしれない。

## その後
ローマにおける政治歴の頂点はケンソル（監察官）とされているが、スカエウォラはこの地位を求めなかった。キケロは「ムキウス・スカエウォラ家の人たちは監察官には立候補しない」と述べている。にもかかわらず、彼の地位は安泰であった。紀元前89年、グナエウス・ドミティウス・アヘノバルブスの死去に伴って、最高神祇官に就任したのである。このためスカエウォラはスカエウォラ・ポンティフェクスと呼ばれるようになる。
最終的には内戦にまで発展するローマの政治抗争において、スカエウォラは非常に慎重に行動し、自分の運命をどの政党にも縛らず、行動の自由を守ろうとした。紀元前94年または紀元前93年、親類のスカエウォラ・アウグルの孫娘が、マリウスの息子と結婚した。にもかかわらず、紀元前88年にマリウスの政敵であるルキウス・コルネリウス・スッラがローマを占領し、元老院に対してマリウス派にプロスクリプティオ（国家の敵宣言）を出すことを求めたとき、これに反対するスカエウォラ・アウグルは誰の支持も得られなかった。スカエウォラ・ポンティフェクスを含む他の元老院議員は沈黙を守った。翌年にはスッラが外征している隙きを突いて、マリウスがローマを占領する。そしてローマ史上初めて、執政官経験者や法務官経験者に対する虐殺が始まった。しかしスカエウォラは生き残った。
紀元前86年1月、マリウスは死去する。その葬儀にの際、マリウス隷下の将軍の一人であるガイウス・フラウイウス・フィンブリア（キケロの言葉を借りれば「完全に取り乱した男」）がスカエウォラを剣で襲い、負傷させた。その傷が致命的なものではなかったことを知ったフィンブリアは、スカエウォラを法廷に召喚した。裁判官に「何故被害者を告訴したのか」と聞かれたとき、フィンブリアは「スカエウォラが剣の一撃を受け入れなかったためだ」と答えた。フィンブリアは処罰されなかったが、すぐに東へ行ってスッラと戦い、そこで戦死した。
その後数年間、多くの上流階級の人々がマリウスの後継者であるルキウス・コルネリウス・キンナとその政治的同調者が支配するローマを去った。しかし、スカエウォラはローマを離れず、スッラが逆襲のためにイタリア半島に上陸しても、ローマに留まっていた。ある記録によれば、スカエウォラは「自分の運命は冷静に受け入れるが、祖国の城壁の前で武器を持つことはない」と言ったとされる。
紀元前82年、ローマ内戦（第二次スッラの内戦）の最中に、スカエウォラはマリウス派の犠牲となった。マリウスの同名の息子であるガイウス・マリウス（小マリウス）は、プラエネステでスッラ軍に完全に包囲され、戦況は絶望的であった。ローマは依然としてマリウス派が支配していたため、小マリウスは法務官ルキウス・ユニウス・ブルトゥス・ダマシップスに対して、元老院議員の殺害を命令した。リウィウスは「ローマに住んでいる全てのノビレス」としているが、他の資料では4人の名前が挙げられているだけである。すなわち、プブリウス・アンティスティウス（紀元前88年護民官、紀元前86年按察官）、ルキウス・ドミティウス・アヘノバルブス（紀元前94年執政官）、ガイウス・パピリウス・カルボ・アルウィナ（紀元前90年護民官、紀元前85年法務官）、そしてスカエウォラである。スカエウォラの親戚（スカエウォラ・アウグルの孫娘）は小マリウスと結婚しており、カルボ・アルウィナはマリウス派の有力者グナエウス・パピリウス・カルボ (紀元前85年、84年、82年執政官)の従兄弟であったことを考慮し、歴史学者E. ベディアンは、この4人は「恣意性の犠牲者に過ぎなかったとは言えない」としている。彼らはスッラ側に行きたかったのであろうが、実行前に計画が漏れたのであろう。この殺害はダマシップスが独自の判断で行ったとの説もある。この場合、包囲されたプラエネステから小マリウスが命令を出したとの伝説が後に作られたことになる。
ダマシップスは、集会と称して被害者をクリア・オスティリア（元老院議事堂）に招き、「最も残酷な方法で殺害した」とされる 。スカエウォラはなんとか元老院議事堂から逃げ出し、ヴェスタ神殿に逃げ込もうとしたが 、神殿に入る前に、あるいは神殿の中で追いつかれ、殺害された。彼の遺体は他の者と共に、フックでテベレ川に引きずり込まれた。フロルスによると、スカエウォラは「ヴェスタの祭壇に倒れ、その炎の中で燃え尽きた」。

## 知的活動
スカエウォラはローマ民法を体系化した最初の人物であり、この分野の知識を一冊の本にまとめたショートガイドを作成した。また18冊の本の要約も作成した。これは個々の訴訟をグループ別に分類したもので、問題解決のためにストア派の認識論が用いられている。「民法について」と題されたこの著作は、他のテキストでの引用や抜粋の形でしか現存していない。スカエウォラはしばしばアウルス・ゲッリウスによって引用されており、共和制後期にはセルウィウス・スルピキウス・ルフス（紀元前51年執政官）によって、また帝国時代にはラエリウス・フェリクス（ハドリアヌス帝時代の法学者）によって論評されている。フェリクスの著作『クイントゥス・ムキウスへ』は、少なくとも数冊の本から構成されている。スカエウォラはローマの法学者の中で最も古く、その著作は『学説彙纂』（6世紀に作成されたローマ法大全の一つ）の編纂に使用された。また、キケロは、弁護人としてのスカエウォラは「市民法についての豊富な実践的な知識を蓄えていたが、学問的方法(弁証術)を身に着けてはいなかった」と主張している。
親戚のスカエウォラ・アウグルの死後（紀元前88年頃）、その生徒であったキケロをスカエウォラが教えることとなった。すなわち、キケロは二人のスカエウォラ家の人物から法律を学んだこととなる。
スカエウォラは法廷で頻繁に演説を行い、常に「明確かつスムーズに」話していた 。キケロは「スカエウォラは成文法と衡平法において何が真実で何がそうでないかを見出すことに秀でていたが、それと同時に、簡潔な言葉で事態を表現するという驚くべき能力を持っていた」と高く評価している。キケロは、スカエウォラの長年の同僚であり、法廷で頻繁に対戦していたクラッススとを比較し、スカエウォラは「法律学者の中で最高の弁論家」であり、クラッススは「弁論家の中で最高の法律学者」であるとし、さらにスカエウォラが「非常に厳格な中にも優しさが欠けておらず」、クラッススは「最高の優しさの中にも厳格さがあった」としている。キケロは、この二人を当時の最高の弁論の専門家と呼んでいるが、両者が執政官の年（紀元前95年）に、二人の前で19歳のクィントゥス・ホルテンシウス・ホルタルス（紀元前69年執政官）がフォルムで演説したとき、二人はすぐに彼の才能を見抜いたと記している。
ストア派哲学はスカエウォラの宗教観に大きな影響を与えた。スカエウォラは、宗教には哲学的・ストイックなものと、普通の市民を服従させておくのに役立つ民俗的なものがあると区別していた。

## 家族
スカエウォラはカエリアと結婚したが、彼女は不道徳な行動で知られている。この結婚で少なくとも3人の娘が生まれたが、記録に残っているのはムキア・テルティア一人である。ムキアはグナエウス・ポンペイウスの3番めの妻となった、ポンペイウスの子供は全て彼女が生んでいる。しかし紀元前62年には離婚し、マルクス・アエミリウス・スカウルス（紀元前56年法務官）と再婚する。古代の著者はクィントゥス・カエキリウス・メテッルス・ケレル（紀元前60年執政官）とクィントゥス・カエキリウス・メテッルス・ネポス（紀元前57年執政官）をムキアの兄弟としている。彼らはケリアの最初の結婚で生まれたと思われる。孫娘（ポンペイウスとムキア・テルティアの娘）であるポンペイア・マグナを通じ、スカエウォラは1世紀の著名人物の先祖となっている。

## 人格
古代の記録（主にスカエウォラと親交のあったキケロの著作）では、スカエウォラをローマ人の最高の美徳の体現者としている。キケロは彼を「最も高貴で傑出した人物」、「すべての人々の中で最も穏健な人物」、「自制心と慎重さの模範」 と呼んでいる。キケロは彼の師を最も正直な人物と見なしている。例えば、彼が買いたいと思っていた土地の値段を聞くと、それより高く評価し、10万セステルティウスを上乗せして支払ったとしている。
アシア属州に関連する話では、スカエウォラは模範的な属州総督のように見える。

## 参考資料

### 古代の資料
- アテナイオス『食卓の賢人たち』
- フロルス『700年全戦役略記』
- アッピアノス『ローマ史』
- アスコニウス・ペディアヌス『キケロ演説に対する注釈書』
- ウァレリウス・マクシムス『有名言行録』
- ウェッレイウス・パテルクルス『ローマ世界の歴史』
- アウルス・ゲッリウス『アッティカ夜話』
- シケリアのディオドロス『歴史叢書』
- カッシウス・ディオ『ローマ史』
- ティトゥス・リウィウス『ローマ建国史』
- マルクス・アンナエウス・ルカヌス『ファルサリア（内乱）』
- オロシウス『異教徒に反論する歴史』
- ガイウス・プリニウス・セクンドゥス『博物誌』
- プルタルコス『対比列伝』
- マルクス・トゥッリウス・キケロ『バルブス弁護』
- マルクス・トゥッリウス・キケロ『神々の本性について』
- マルクス・トゥッリウス・キケロ『義務について』
- マルクス・トゥッリウス・キケロ『アッティクス宛書簡集』
- マルクス・トゥッリウス・キケロ『ウェッレス弾劾』
- マルクス・トゥッリウス・キケロ『弁論家について』
- マルクス・トゥッリウス・キケロ『ブルトゥス』

### 研究書
- Badian E. Q. Mucius Scaevola and Province of Asia // Athenaeum. - 1956 .-- T. 34 . - S. 104-123 .
- Brennan T. The Praetorship in the Roman Republik. - Oxford, 2000 .-- T. 2. - 534 p.
- Broughton T. Magistrates of the Roman Republic. - New York, 1951. - Vol. I. - P. 600.
- Broughton T. Magistrates of the Roman Republic. - New York, 1952. - Vol. II. - P. 558.
- Carney T. A Biography of Marius. - Assen, 1961 .-- 76 p.
- Ihne W. Römische Geschichte. - Leipzig, 1879. - T. V. - 464 p.
- Kallet-Marx R. The Trial of Rutilius Rufus // Phoenix. - 1990. - T. 44 , No. 2 . - S. 122-139 .
- Last H. The Senatorial Recovery // Cambridge Ancient History. - 1932 .-- T. IX . - S. 172-177 .
- Long G. Q. Mucius Scaevola, son of Publius (consul, bc 133) and pontifex maximus 7) // William Smith: Dictionary of Greek and Roman Biography and Mythology. - 1870 .-- T. 3 . - S. 733-734 .
- Luce T. Marius and Mithridatic Command // Historia. - 1970 .-- T. 19 . - S. 161-194 .
- Marshall B. The Date of Q. Mucius Scaevola's Governorship of Asia // Athenaeum. - 1976 .-- T. 54 . - S. 117-130 .
- Meier C. Res publica amissa. Eine Studie zu Verfassung und Geschichte der späten römischen Republik. - Wiesbaden, 1966 .-- 332 p.
- Nicolet C. L'ordre équestre à l'époque républicaine (312-13 av. J.-C.). - Paris, 1966 .-- 76 p.
- Schur W. Das Zeitalter des Marius und Sulla. - Leipzig, 1942.
- Sumner G. Governors of Asia in the Nineties BC // GRBS. - 1978. - No. 19.2 . - S. 147-153 .
- Waddington W. Fastes des provinces asiatiques de l'Empire romain depuis leur origine jusqu'au règne de Dioclétien. - Paris, 1872 .-- 272 p.
- Albrecht M. History of Roman Literature. - M .: Greco-Latin office, 2002 .-- T. 1. - 704 p. - ISBN 5-87245-092-3 .
- Bedian E. Zepion and Norban (Notes on the Decade of 100-90 BC) // Studia Historica. - 2010. - number X . - S. 162-207 .
- Egorov A. Muzii Stsevola, Licinia Crassa and Julia Caesari (Roman intelligentsia and the crisis of the late 1st - early 2nd centuries BC) // Mnemon. - 2003. - No. 2 . - S. 191-204 .
- Egorov A. Socio-political struggle in Rome in the 80s. 1st century BC e. (To the history of the dictatorship of Sulla) // Social struggle and political ideology in the ancient world. - 1989. - No. 2 . - S. 108-143 .
- History of Roman Literature. - M .: Publishing House of the Academy of Sciences of the USSR, 1959 .-- T. 1. - 534 p.
- Kovalev S. History of Rome. - M .: Polygon, 2002 .-- 864 p. - ISBN 5-89173-171-1 .
- Korolenkov A. The process of Rutilia Rufa and its political context // Bulletin of ancient history. - 2014. - No. 3 . - S. 59-74 .
- Korolenkov A., Smykov E. Sulla. - M .: Molodaya gvardiya, 2007 .-- 430 p. - ISBN 978-5-235-02967-5 .
- Kumanetsky K. History of culture of Ancient Greece and Rome. - M .: "High school", 1990. - 351 p.
- Seletsky P. On some modern studies of the socio-political history of Rome in the 90s of the 1st century. BC e. // Bulletin of ancient history. - 1978. - No. 3 . - S. 205-215 .